# Енцо Черузіко
Енцо Черузіко (італ. Enzo Cerusico; нар. 22 жовтня 1937, Рим — пом. 26 листопада 1991, Рим) — італійський актор театру і кіно.

## Життєпис
Енцо Черузіко народився в сім'ї артистів. Його батько Фернандо був кінопродюсером. Кінодебют Черузіко почався з епізодичної ролі у фільмі Вітторіо Де Сіки «Серце» 1948 року.
У фільмах 1950-х роках Енцо зіграв безліч другорядних дитячих ролей. У 1959 році він зіграв роль папараці у знаменитому фільмі Федеріко Фелліні «Солодке життя». Напочатку 1960-х років почав працювати в театрі, а з 1965-го на телебаченні.
У 1960-х роках після успіху картини «Мео Патакка» він був помічений американською телекомпанією NBC, яка запропонувала йому контракт. Згодом Черузіко переїхав до Каліфорнії. Згодом він зіграв головну роль у кримінальній драмі «Мій друг Тоні», яка транслювалася на NBC у 1969 році.
Повернувшись до Італії у 1970-х роках, він грав у таких режисерів як Маріо Кайано і Даріо Ардженто. У 1973 році записав свою єдину платівку «Er meno/Finimo qui». Черузіко також виступав у різних програмах на радіо.
З 1980 року у Черузіко почалися проблеми зі здоров'ям. Помер від пухлини спинного мозку у віці 54-х років.

## Фільмографія
- 1952 — Червоні сорочки
- Guendalina, regia di Alberto Lattuada (1957)
- Il mattatore, regia di Dino Risi (1959)
- Il gobbo, regia di Carlo Lizzani (1960)
- Солодке життя, режисер Федеріко Фелліні (1960)
- La regina delle Amazzoni, regia di Vittorio Sala (1960)
- Fantasmi a Roma, regia di Antonio Pietrangeli (1961)
- Pugni pupe e marinai, regia di Daniele D'Anza (1961)
- Tiro al piccione, regia di Giuliano Montaldo (1961)
- Romolo e Remo, regia di Sergio Corbucci (1961)
- Cartouche, regia di Philippe de Broca (1962)
- Giorno di paga, regia di Guidarino Guidi (1962)
- Duello nella Sila, regia di Umberto Lenzi (1962)
- Ercole sfida Sansone, regia di Pietro Francisci (1963)
- La vita provvisoria, regia di Vincenzo Gamna (1963)
- Extraconiugale, episodio, La doccia, regia di Massimo Franciosa (1964)
- Una storia di notte, regia di Luigi Petrini (1964)
- Sei donne per l'assassino, regia di Mario Bava (1964)
- Io, io, io... e gli altri, regia di Alessandro Blasetti (1965)
- Mondo pazzo... gente matta!, regia di Renato Polselli (1966)
- Mi vedrai tornare, regia di Ettore Maria Fizzarotti (1966)
- La battaglia dei Mods, regia di Francesco Montemurro (1966)
- Maigret a Pigalle, regia di Mario Landi (1966)
- Tre notti violente, regia di Nick Nostro (1967)
- Серафіно, режисер П'єтро Джермі (1968)
- Faustina, regia di Luigi Magni (1968)
- Nell'anno del signore, regia di Luigi Magni (1969)
- L'invasione (L'Invasion), regia di Yves Allégret (1970)
- L'etrusco uccide ancora, regia di Armando Crispino (1972)
- Anche se volessi lavorare, che faccio?, regia di Flavio Mogherini (1972)
- No il caso è felicemente risolto, regia di Vittorio Salerno (1973)
- Meo Patacca, regia di Marcello Ciorciolini (1973)
- П'ять днів, режисер Даріо Ардженто (1973)
- Racconti proibiti... di niente vestiti, regia di Brunello Rondi (1973)
- Occhio alla vedova, regia di Sergio Pastore (1975)
- Зорро, regia di Duccio Tessari (1975)
- Amore mio spogliati... che poi ti spiego!, regia di Fabio Pittorru e Renzo Ragazzi (1975)
- C'era una spia nel mio letto, regia di Luigi Petrini (1976)
- Вибачте, Ви нормальні?, regia di Umberto Lenzi (1979)
- 7 ragazze di classe, regia di Pedro Lazaga (1979)
- 1982 — Верді / (Verdi) — Емануель Музіо[it]
- Uno scugnizzo a New York, regia di Mariano Laurenti (1984)